# Uciana
Uciana (lit. Utena wymowaⓘ) – miasto w północno-wschodniej Litwie. 34 tys. mieszkańców (w większości Litwini). Miasto znane jest z produkcji piwa Utenos.

## Historia
Uciana jest jednym z najstarszych litewskich miast. Według legendy założył je książę Utenis. Pierwsza wzmianka pochodzi z 1261 r. Pierwszy kościół zbudowano w 1416 r. W 1655 r. miasto najechały rosyjskie wojska. W 1812 r. ucierpiało ono od wojsk napoleońskich. Pod miastem toczono bitwy w czasie powstań listopadowego i styczniowego. Miasto leżało na szlaku drogowym z Warszawy do Petersburga i rozwijało się bujnie. W 1879 r. pożar zniszczył ponad 3/4 Uciany.
Podczas okupacji hitlerowskiej, 14 lipca 1941 roku Niemcy utworzyli getto dla żydowskich mieszkańców. Przebywało w nim około 4500 osób. We wrześniu 1941 roku Niemcy zlikwidowali getto, a Żydów zamordowano w lesie Shilali. Sprawcami zbrodni byli Niemcy z kowieńskiego SD, oraz 3 litewski batalion policji pomocniczej z Kowna. 
Po II wojnie światowej w okolicach miasta działali partyzanci walczący z radziecką okupacją Litwy – na miejskich cmentarzach znajdują się ich mogiły. Czasy radzieckie przyniosły miastu rozwój przemysłu.

## Miasta partnerskie
- Chełm, Polska,
- Lidköping, Szwecja,
- Preiļi, Łotwa,
- Pontinia, Włochy.

Należy do euroregionu „Kraj jezior”.